# Nettoyage citoyen

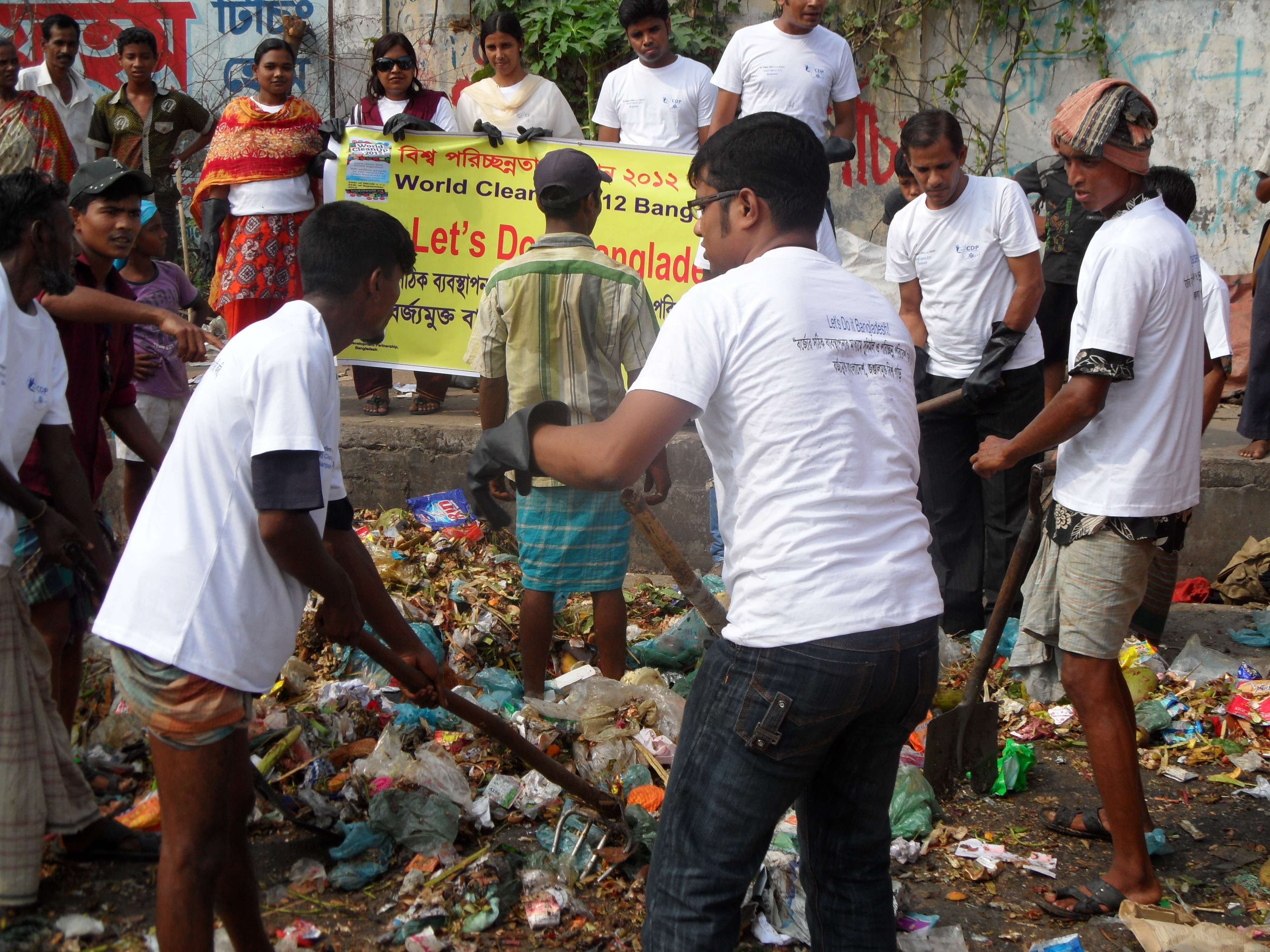
Nettoyage citoyen à Dacca au Bangladesh le 5 juin 2012.

Un nettoyage citoyen est une opération de ramassage de déchets, ou, plus généralement, d'une pollution en un lieu donnée, effectuée non pas des professionnels, mais par des bénévoles, souvent riverains. Ce nettoyage peut être ponctuel, à l'occasion d'un évènement particulier, ou périodique (par exemple annuel) ; il peut être spontané, encadré par une ou plusieurs associations, ou encore par une collectivité locale ou nationale.

## Différentes formes

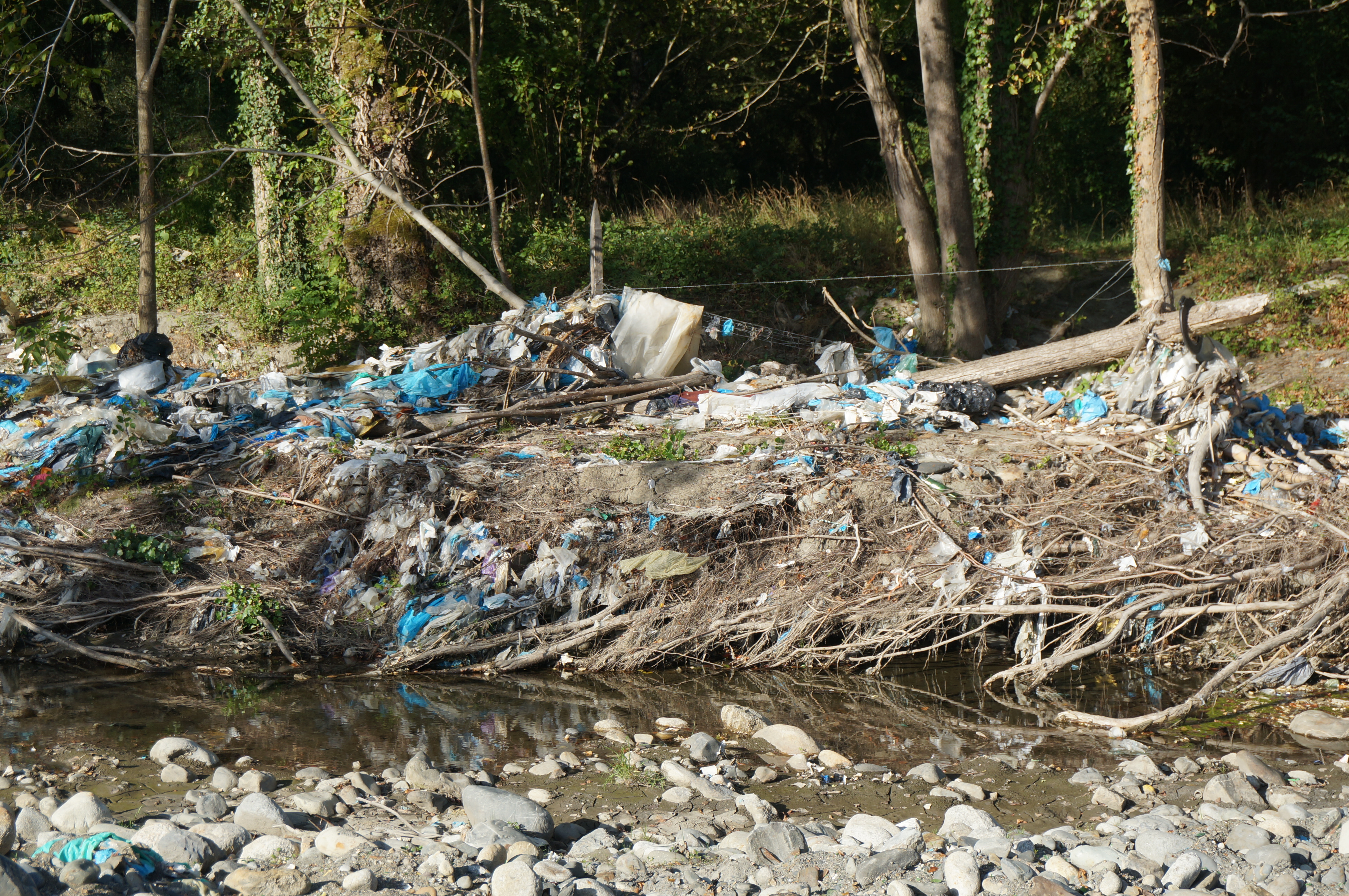
Rive de cours d'eau polluée par des déchets de plastiques, en 2014.

Le nettoyage citoyen répond à un constat d'incapacité — ou de refus — des services publics à traiter en continu certaines pollutions, notamment visuelles.

### Initiatives personnelles
Certaines personnes prennent seules l'initiative de nettoyer la nature ou les plages environnantes, notamment au cours des années 2000 et 2010.
Certains mouvements encouragent ces initiatives en associant le nettoyage à un loisir, comme par exemple avec le plogging, activité née en Suède et structurée à partir de 2016, qui consiste à mêler une activité physique — généralement le jogging — à un ramassage des ordures trouvées sur le trajet,.
Cette pratique se popularise notamment par la pratique du « selfie déchet », le fait de se prendre en photo avec les ordures ramassées en chemin. Valorisée sur les réseaux sociaux, cette habitude permet de rendre l'activité attractive, voire de se structurer en association locale ou transnationale, ou d'interpeller les pouvoirs publics.

### Propositions associatives

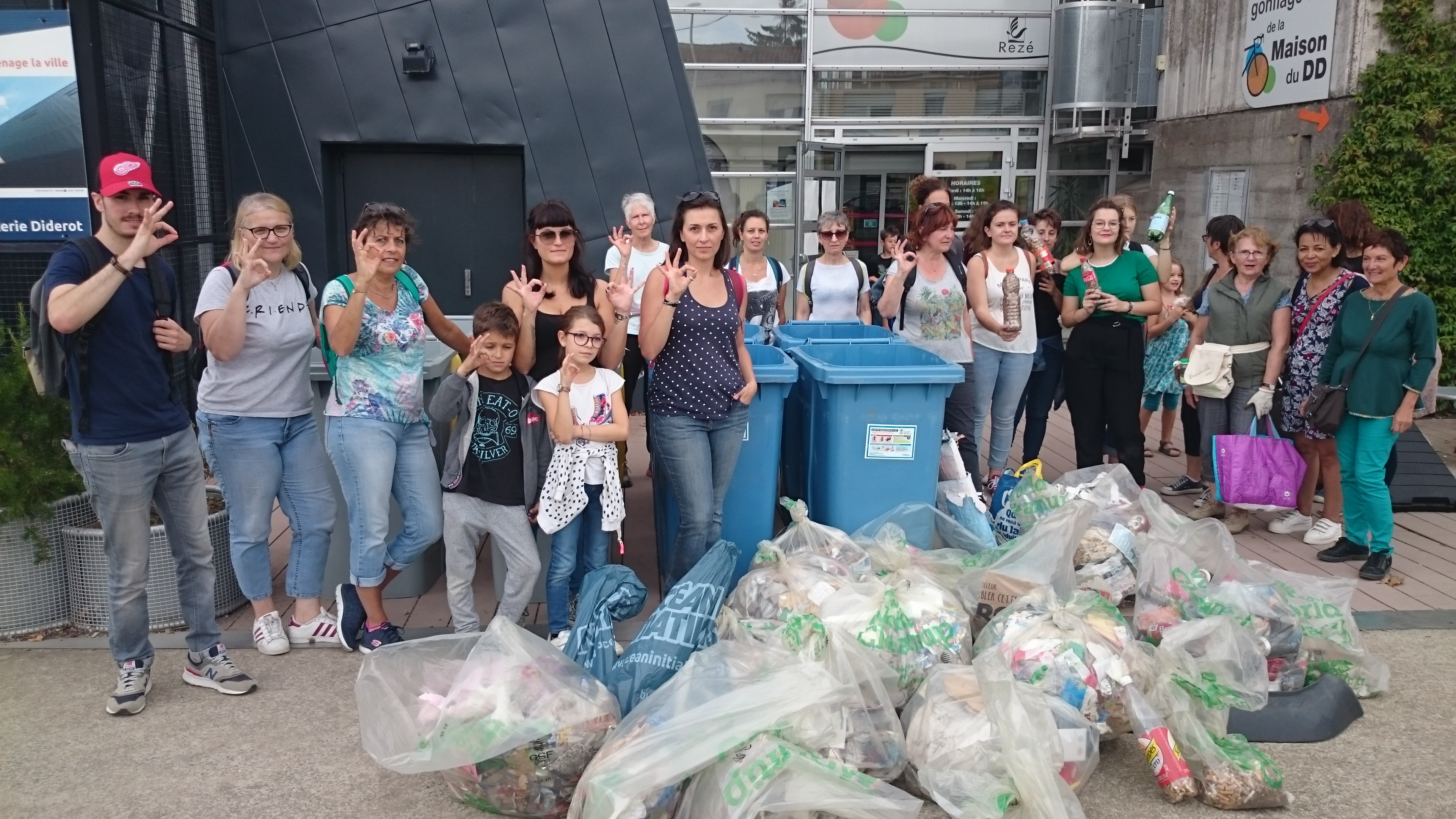
Nettoyage citoyen organisé par l'association de bénévoles Plastic Pickup à Rezé près de Nantes en France

De nombreuses associations proposent des actions ponctuelles ou régulières de nettoyage. C'est le cas par exemple de Teeme Ära, une association estonienne créée en 2007, à l'origine du World Clean Up Day, qui fédère au niveau mondial des initiatives locales de nettoyage annuel d'espaces publics. Depuis 2018, toutes les initiatives locales se sont déroulées le même jour, le 15 septembre, afin de donner un retentissement plus important à l'action. D'autres associations ont des buts précis, comme la Surfrider Foundation Europe, qui vise à un nettoyage des littoraux.
Les propositions associatives peuvent aussi créer des actions de plus grande ampleur sur un territoire donné. C'est par exemple le cas du nettoyage organisé de la rivière Kali Bein, en Inde. En l'an 2000, Balbir Singh Seechewal (en), dit « Eco Baba », rassemble autour de lui environ deux cents volontaires et commence la tâche de nettoyage à la main de la rivière. Cet appel à volontariat s'inscrit dans une pratique ancestrale du sikhisme, le Kar Seva, une forme de service accompli par les croyants pour entretenir ou nettoyer un lieu saint. Le cours d'eau est d'abord nettoyé des ordures qui l’encombrent, puis des plantes envahissantes qui se sont installées là à cause de l'eutrophisation, enfin de la vase accumulée ; le collectif, rassemblant des villageois d'une vingtaine de villages différents, construit également des berges et des chemins longeant le cours d'eau. Des arbres sont plantés pour consolider ces berges et la pêche est provisoirement interdite pour favoriser un repeuplement,.
L'association Sustainability International, fondée en 2007 par Chinyere Nnadi, vise quant à elle un nettoyage et une revivification du delta du Niger, victime en un demi-siècle d'environ cinquante marées noires ; elle s'appuie pour cela plus particulièrement sur les femmes et sur les ex-miliciens. La très forte corruption présente au Nigeria donne l'idée au fondateur de passer par un processus de blockchain afin que le financement du processus de nettoyage puisse être transparent et indépendant. Le même objectif est suivi par l'association Les Amis de la Terre créée par Nnimmo Bassey.

## Propositions des pouvoirs publics
De nombreuses collectivités locales proposent des actions, généralement de périodicité annuelle, fournissant aux citoyens de ces collectivités les moyens matériels de réaliser une collecte de grande ampleur pour nettoyer les espaces publics (bords de route, rives de cours ou de plans d'eau, terrains vagues, etc.).
En Alsace par exemple, ce nettoyage est ritualisé sous la forme de l'Oschterputz ou Osterputz (« Nettoyage de Pâques »), généralement structuré par les communes ou autres collectivités locales et associant presque systématiquement les habitants, équipés en matériel de ramassage (gilets, gants, sacs, engins de collecte, etc.),,.